# Koromogawa (Iwate)
Koromogawa (japanisch 衣川村 Koromogawa-mura, deutsch ‚Dorf[gemeinde] Koromogawa‘, englisch Koromogawa Village/Village of Koromogawa) war ein Dorf (-mura) im Landkreis (-gun) Isawa der japanischen Präfektur (-ken) Iwate (historisch Ōshū/Provinz Mutsu). Es wurde 2006 Teil der neuen kreisfreien Stadt (-shi) Ōshū – wie Ōshū, die Provinz/-shū.
Das Dorf Koromogawa wurde am 1. April 1889 mit der Einführung der mit preußischen Einflüssen gestalteten Gemeindeordnungen gegründet. Am 20. Februar 2006 wurde Koromogawa zusammen mit den kreisfreien Städten Esashi und Mizusawa sowie den Städten Isawa und Maesawa, beide aus dem Kreis Isawa, zur kreisfreien Stadt Ōshū verschmolzen.
Im Februar 2006 hatte das Dorf eine geschätzte Einwohnerzahl von 4954 und eine Bevölkerungsdichte von 30,29 Einwohnern pro km². Die Gesamtfläche betrug 163,57 km².